# Black Rebel Motorcycle Club
Black Rebel Motorcycle Club är ett amerikanskt rockband, bildat 1998 i San Francisco, Kalifornien och numera baserat i Los Angeles. Bandet består av Peter Hayes (gitarr, basgitarr, sång), Robert Levon Been (gitarr, basgitarr, sång) och Leah Shapiro (trummor).

## Medlemmar
Nuvarande medlemmar
- Peter Hayes – sång, gitarr, basgitarr, munspel, synthesizer (1998– )
- Robert Levon Been – sång, basgitarr, gitarr, piano (1998– )
- Leah Shapiro – trummor, slagverk, bakgrundssång (2008– )

Tidigare medlemmar
- Nick Jago – trummor, slagverk (1998–2004, 2005–2008)

Turnerande medlemmar
- Peter Salisbury – trummor, slagverk (2002)
- Michael "Spike" Keating – basgitarr, gitarr (2005–2007)

## Diskografi
Studioalbum
- 2000 – B.R.M.C.
- 2003 – Take Them On, On Your Own
- 2005 – Howl
- 2007 – Baby 81
- 2008 – The Effects of 333
- 2010 – Beat the Devil's Tattoo
- 2013 – Specter at the Feast
- 2018 – Wrong Creatures

Livealbum
- 2009 – Live
- 2010 – LIVE in London

EP
- 2001 – Screaming Gun EP
- 2002 – Spread Your Love EP
- 2005 – Howl Sessions EP
- 2007 – Napster Live Session
- 2007 – American X: Baby 81 Sessions EP med sången MK Ultra
- 2007 – Kings of Leon/Black Rebel Motorcycle Club (delad EP)

Singlar
- 2001 – "Red Eyes and Tears"
- 2001 – "Rifles"
- 2001 – "Whatever Happened to My Rock and Roll (Punk Song)"
- 2002 – "Love Burns"
- 2002 – "Spread Your Love"
- 2003 – "Stop"
- 2003 – "We're All in Love"
- 2005 – "Shuffle Your Feet"
- 2005 – "Ain't No Easy Way"
- 2007 – "Weapon of Choice"
- 2007 – "Berlin"
- 2010 – "Beat the Devil's Tattoo"
- 2013 – "Let the Day Begin"